# Chrétien-Charles Haëntjens
Chrétien Charles Haëntjens, né le 6 octobre 1790 à Nantes et mort le  3 janvier 1836 dans la même ville, est un armateur et agronome français.

## Biographie
Charles Haëntjens est le fils de l'armateur Mathias Haëntjens, propriétaire du domaine de Gesvres à Treillières, et de Marie Anne Provenchères, ainsi que le beau-frère de Pierre-Joseph Maës. Marié à Adélaïde Martin-Lavallée, sœur d'Alphonse Lavallée, il est le père d'Alphonse-Alfred Haentjens.
Il suit sa formation dans les bureaux de François-Marie Andrieux, et devient lui-même armateur et négociant.

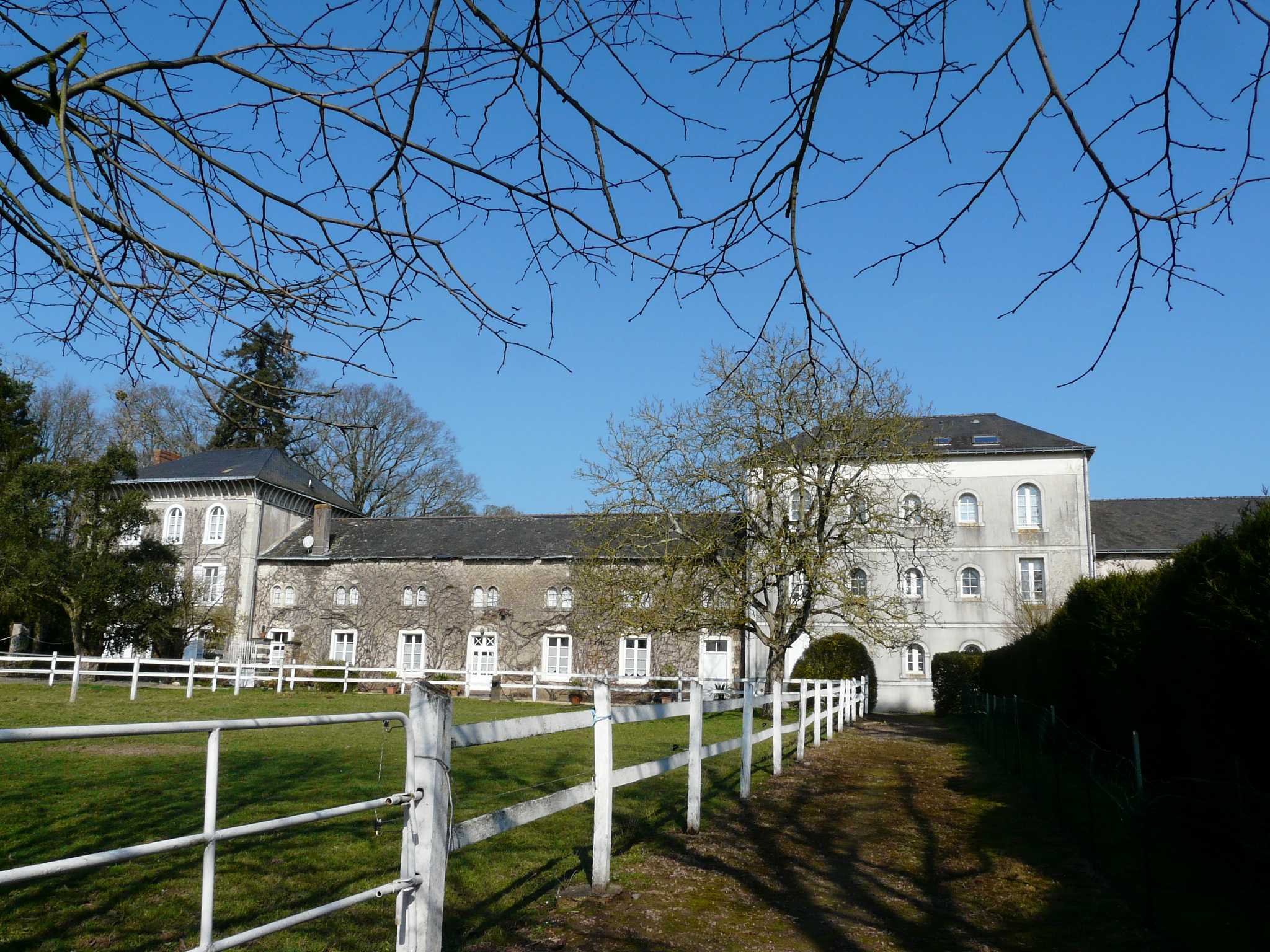
Les bâtiments de l'école d'agriculture de Grandjouan à Nozay.

S'intéressant à la recherche scientifique, et plus particulièrement à l'agronomie, il est l'un des premiers et plus actifs promoteurs de l'agriculture rationnelle en Bretagne. Il acquiert le domaine de Grand-Jouan en 1822, rassemblant 500 hectares de landes et de friches à Nozay. Il entreprend des défrichements : 54 ha sont transformés en terres arables et en prairie, 39 ha en plantation de pins maritimes. Il fait construire quelques bâtiments de ferme, des chemins d'accès, des fossés d’assainissement afin que le domaine soit partagé en grandes parcelles, facilement accessibles. Associé avec Jules Rieffel, ils font de Grand-Jouan un site de référence dans l’ouest de la France, concernant le défrichage des landes et l'intensification de l'agriculture par l'usage des cultures fourragères. Ils s'entendent pour fonder une ferme-école dont la modernité et le rayonnement soutiennent ce que l’on a appelé la révolution agricole en Bretagne,.
Secrétaire de la Société académique de Nantes, il défend l'invention de son ami François Painchaut, rendant un rapport en 1829 (publié dans la revue Le Lycée armoricain, 14ème vol, p. 398). Il fait également le récit de la venue à Nantes de Painchaut, relatant l'expérience qu’ils firent de la crémaillère à rider les haubans. Cette expérimentation fait également l’objet par Haentjens d'un rapport officiel au ministre.
Il est conseiller général de la Loire-Inférieure.
Il meurt le 3 janvier 1836 à Nantes (ou à Paris).